# 10947 Kaiserstuhl
10947 Kaiserstuhl este un asteroid din centura principală de asteroizi.

## Descriere
10947 Kaiserstuhl este un asteroid din centura principală de asteroizi. A fost descoperit pe 24 septembrie 1960 la Observatorul Palomar de Cornelis Johannes van Houten, Ingrid van Houten-Groeneveld și Tom Gehrels. Asteroidul prezintă o orbită caracterizată de o semiaxă mare de 2,37 ua, o excentricitate de 0,18 și o înclinație de 5,0° în raport cu ecliptica.